# Flora Hongkongensis

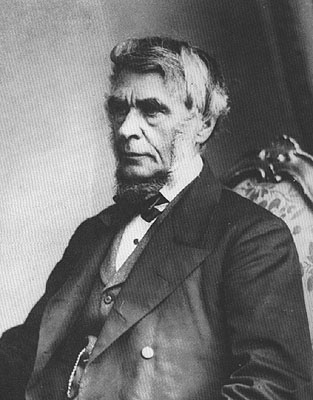
George Bentham

Flora Hongkongensis (abreviado Fl. Hongk.) es un libro con ilustraciones y descripciones botánicas que fue editado por el botánico, pteridólogo y micólogo inglés George Bentham. Fue publicado en el año 1861.